# Malcolm Price
Malcolm Price (Pontypool, Gales; 8 de diciembre de 1937 – 6 de enero de 2024) fue un jugador de rugby galés que jugó en la posición de Centro.

## Carrera

### Club
| Periodo   | Club               |
| --------- | ------------------ |
| 1959-1962 | Pontypoll RFC      |
| 1962–64   | Oldham RLFC        |
| 1966–69   | Rochdale Hornets   |
| 1969      | Salford Red Devils |

### Selección nacional
Jugó para Gales en nueve ocasiones de 1959 a 1962 anotando dos tries y seis puntos, también jugó para Reino Unido en dos ocasiones en 1967 anotando un trie y dos puntos ante Australia, además de jugar con los Leones Británicos e Irlandeses en cinco ocasiones en 1959 durante la gira por Australia y Nueva Zelanda en la que anotó 12 puntos y cuatro tries.